# 埼玉県道142号本庄停車場線

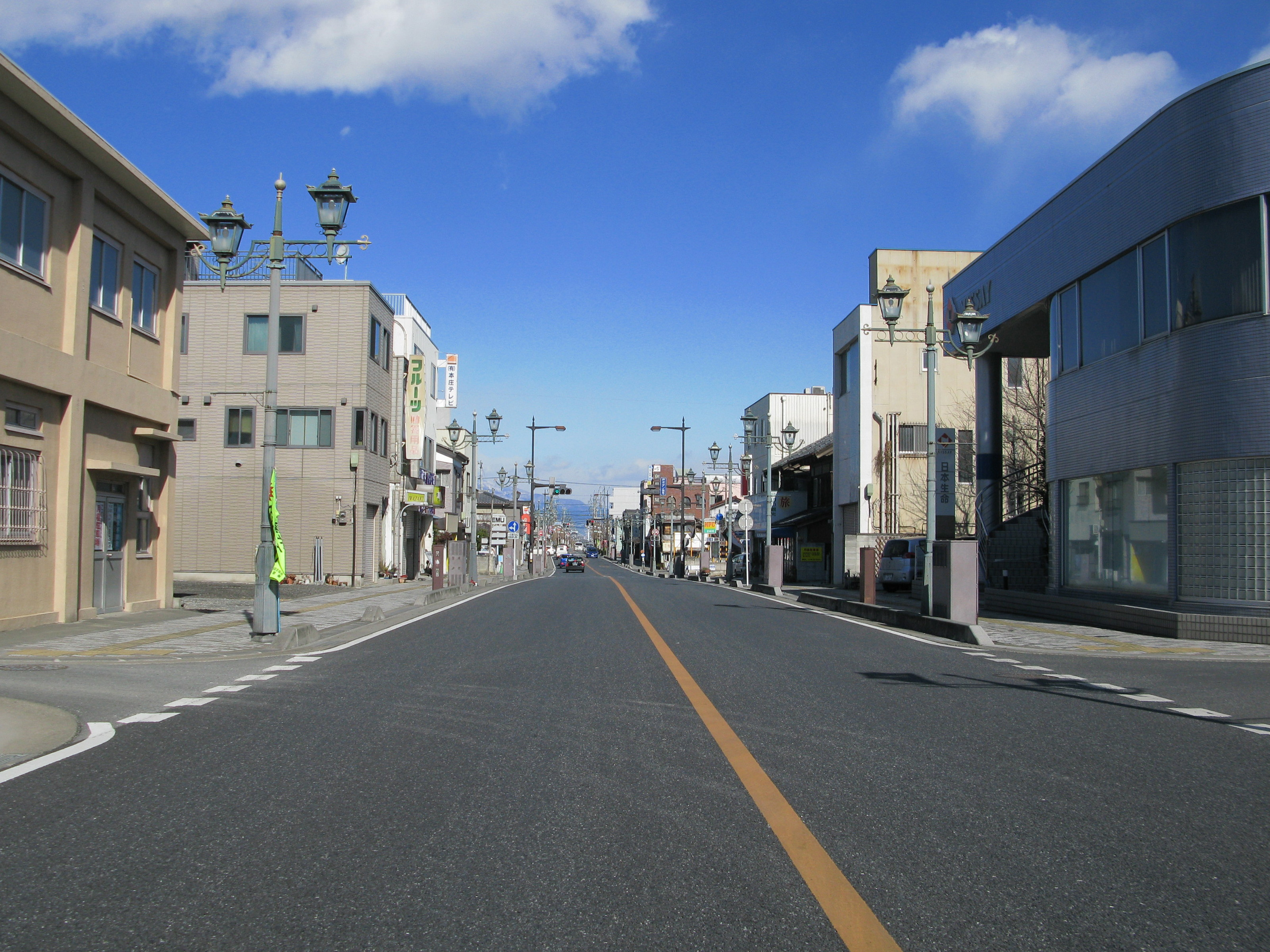
本庄市銀座2丁目

埼玉県道142号本庄停車場線（さいたまけんどう142ごう ほんじょうていしゃじょうせん）は、埼玉県本庄市地区に設定されている都道府県道である。県道標識は設置されていない。

## 路線概要
- 起点：本庄停車場
- 終点：国道462号交点
- 総距離：716m

## 通過する自治体
- 埼玉県
  - 本庄市

## 接続・交差する主な道路
- 埼玉県道392号勅使河原本庄線（本庄駅入口交差点 - 終点で重複）
- 国道462号（千代田3丁目交差点）